# جنيفر ويستفيلد
جنيفر ويستفيلد (بالإنجليزية: Jennifer Westfeldt)‏ مواليد 2 فبراير 1970 في كونيتيكت، هي ممثلة أمريكية هي أيضا كاتبة سيناريو. درست في ييل.

## وصلات خارجية
- جنيفر ويستفيلد على موقع IMDb (الإنجليزية)
- جنيفر ويستفيلد على موقع ألو سيني (الفرنسية)
- جنيفر ويستفيلد على موقع أول موفي (الإنجليزية)
- جنيفر ويستفيلد على موقع قاعدة بيانات برودواي على الإنترنت (الإنجليزية)
- جنيفر ويستفيلد على موقع قاعدة بيانات الأفلام السويدية (السويدية)
- جنيفر ويستفيلد على موقع إن إن دي بي (الإنجليزية)
- جنيفر ويستفيلد على موقع قاعدة بيانات الفيلم (الإنجليزية)
- جنيفر ويستفيلد على موقع كينوبويسك (الروسية)

- الموقع الإلكتروني